# バニョラス湖
バニョラス湖（カタルーニャ語: Estany de Banyoles、スペイン語: Lago de Bañolas）は、スペイン・カタルーニャ州ジローナ県プラ・ダ・ラスタニー郡のバニョラスにある天然湖。東岸にあるバニョラスの町が湖名の由来であり、湖面は完全にバニョラスの自治体域にある。西岸はバニョラスとポルケレスの自治体境となっている。

## 地理
自然な地殻運動による窪地に位置している。長さ約2,100m、幅約750mであり、平均水深は14.8m、最大水深は62.4mに達する。周囲長は9.13km、面積は1.12km2であり、カタルーニャ州最大の天然湖である。バニョラス湖の33km南にはシルス湖干拓地があり、かつては面積約7km2のシルス湖がこの地域最大の天然湖だったが、シルス湖は1851年に干拓されて湿地となった。
湖および周辺の水系はイベリア半島の大型カルストシステムの1つである。

## 動植物
コイ、ラッド、Salaria fluviatilis、サンフィッシュ、テンチ、ブラックバス、ウナギなど、在来種と外来種の両方が生息している。19世紀にはノーザンパイク、ブラックブルヘッド、キンギョなどの魚類が導入されたことが知られているが、近年の調査ではこれらの種の個体は発見されていない。また、湖には硫黄細菌、鉄バクテリアおよび炭素循環に関係する細菌も生息している。
ヨーロッパヌマガメ、チチュウカイイシガメ、Barbus meridionalisなどの生息地として、2002年にラムサール条約登録地となった。

## ボート競技
1991年には世界ジュニアボート選手権が開催された。1992年バルセロナオリンピックでは、バニョラス湖でボート競技が開催された。2004年には世界ボート選手権がバニョラス湖で開催された。多くの外国人ボート競技選手、特にイギリス人選手に人気のある練習場所である。

## バニョラスの怪物
バニョラス湖にはバニョラスの怪物という怪物伝説が伝わる。言い伝えによると、昔々のバニョラス湖には怪物（おそらく竜）が住んでいたが、8世紀にフランスの修道士である聖エメテリオがこの怪物をなだめることに成功し、怪物は温厚な草食動物に変体したという。今日でもこの動物は湖底で生きているとされる。2008年にはトニ・ヒメネスによって「バニョラスの怪物」という児童歌が作曲された。

## ロケーション撮影
2025年2月17日から日本で放映されている日本コカ・コーラ株式会社の商品「い・ろ・は・す」のCM（出演・藤井風）のロケ地となっている。CMでは藤井が湖に飛び込んだり、湖畔でリラックスした姿を見せるなど、「い・ろ・は・す」と藤井の自然体な魅力がバニョラス湖の風景とマッチした映像に仕上がっている。

## ギャラリー

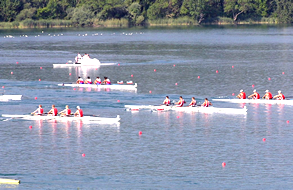
ボート競技
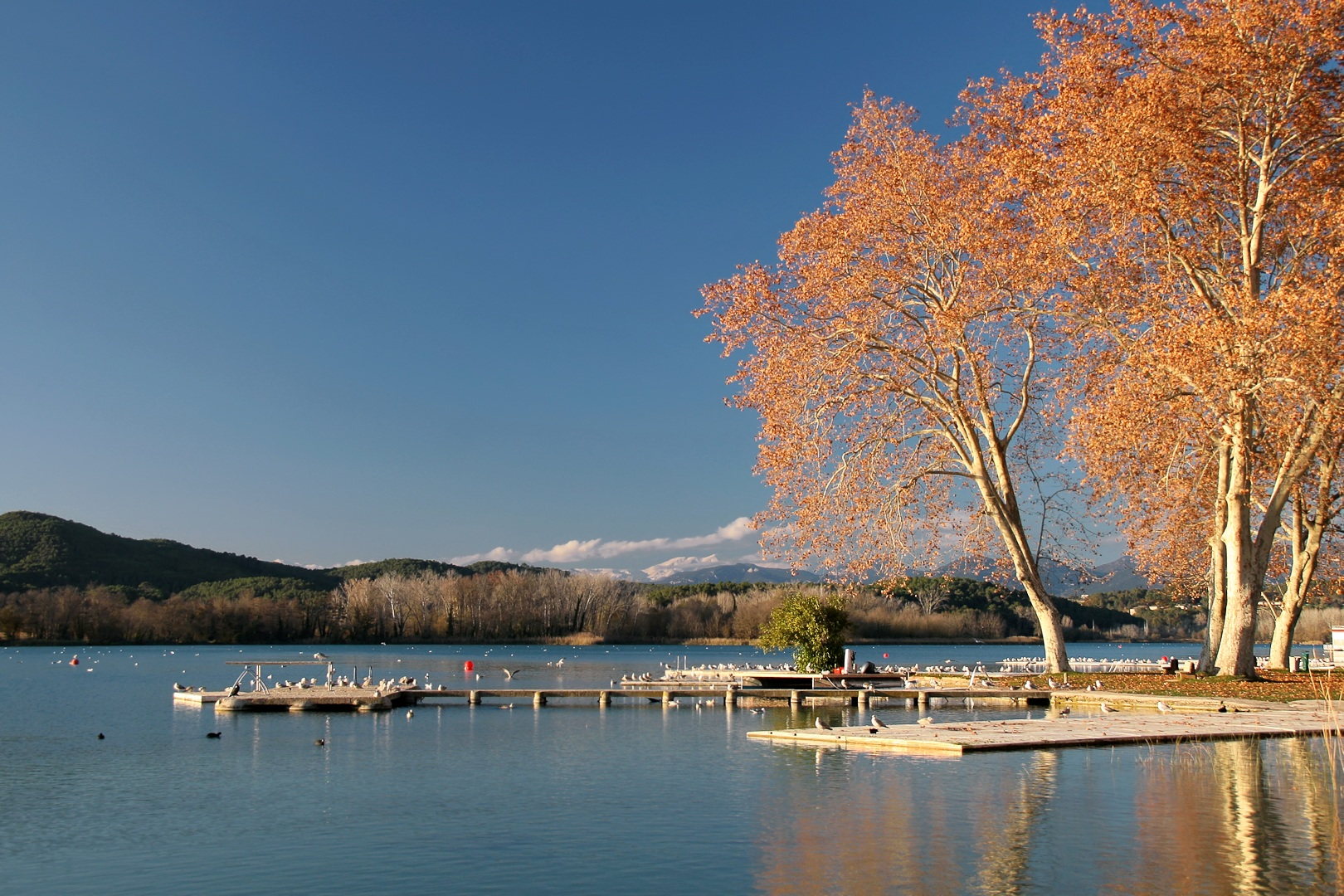
秋のバニョラス湖
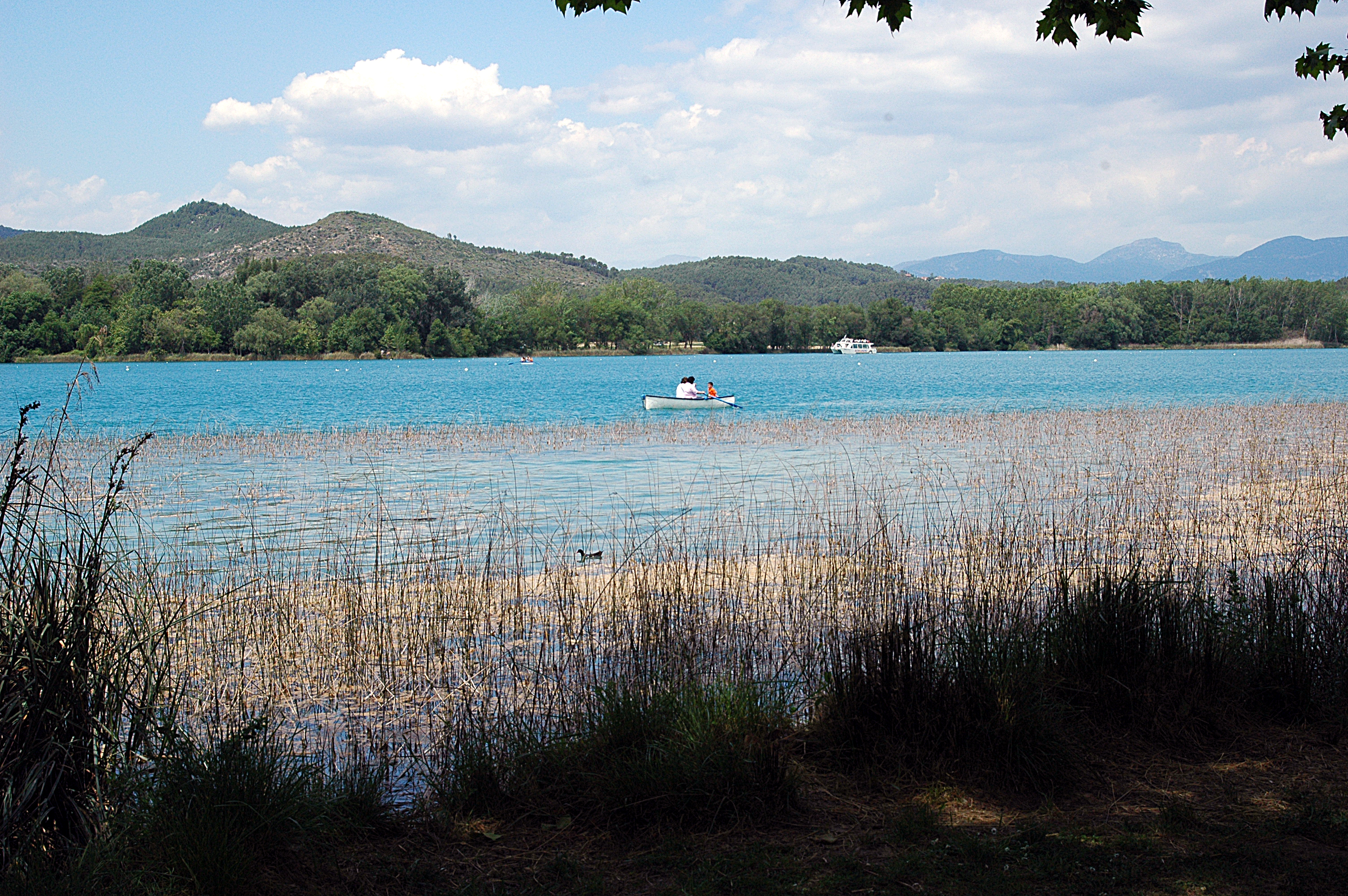
ボート遊び
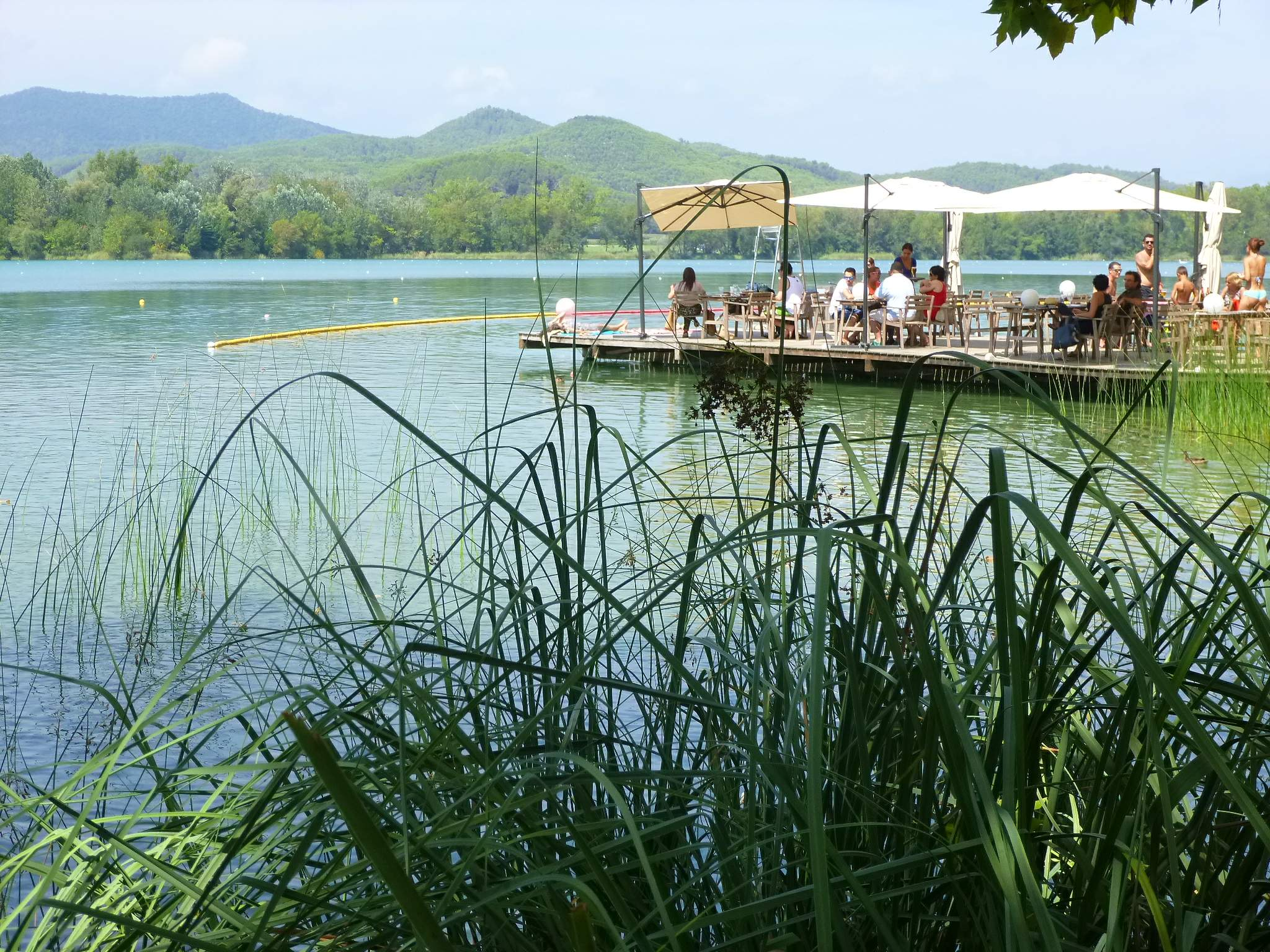
バニョラス湖岸